# 20303 Ліндвестрік
20303 Ліндвестрік (20303 Lindwestrick) — астероїд головного поясу, відкритий 31 березня 1998 року.
Тіссеранів параметр щодо Юпітера — 3,491.